# Dostoïevski et Rembrandt

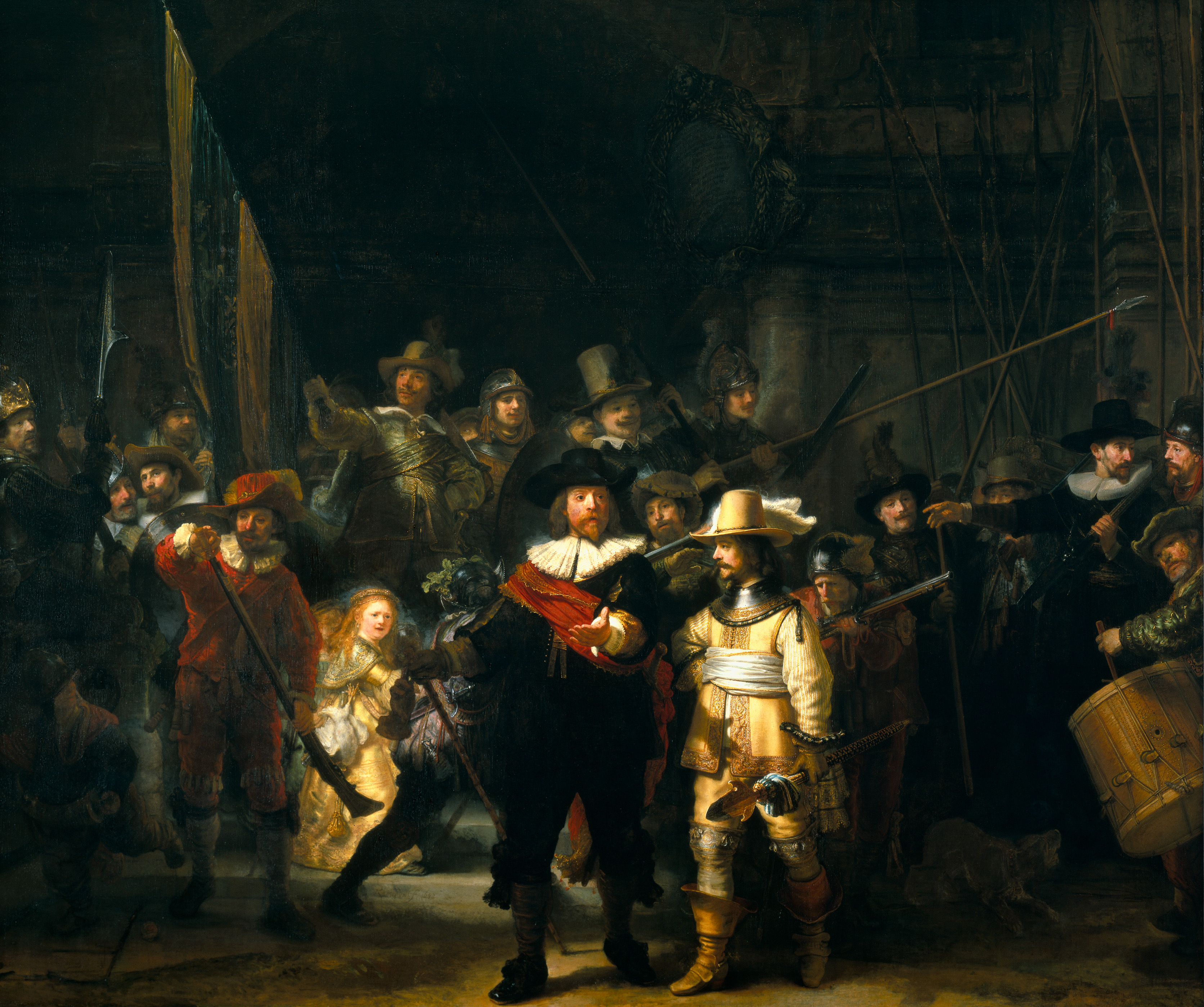
Rembrandt van Rijn - La Ronde de nuit- 1642

Dostoïevski et Rembrandt sont rapprochés dans la culture française pour leurs discours poétiques et esthétiques de manière persistante par la critique depuis André Suarès jusqu'à Marcel Proust, André Gide et André Malraux. On se trouve à ce propos dans un continuum qui se poursuit depuis plus d'un siècle. Mais de brillants germanistes tels que Heinrich Wölfflin, Julius Meier-Graefe, Stefan Zweig, ont également étudié les rapprochements existant entre l'écrivain russe et le peintre hollandais. Juliette Hassine, Michel Espagne et d'autres critiques encore ont étudié et synthétisé  les travaux de ces différentes lignées de chercheurs attirés par cette comparaison.

## Historique
Les années de réception des œuvres de Fiodor Dostoïevski (1821-1881) et de Rembrandt (1606-1669) en Europe correspondent à la période 1870 à 1930. Plus de deux siècles séparent leurs dates de naissance.
En France, c'est Eugène-Melchior de Vogüé qui fait connaître les œuvres de Dostoïevski dans les années 1890. Il s'agit d'une image incomplète. Il faut attendre 1906 pour qu'une version soi-disant complète de certaines des œuvres de l'écrivain russe soit publiée à la Librairie Charpentier,.
À la même époque, la peinture de Rembrandt fait l'objet de publications prestigieuses, dont la première vraiment monumentale est l'ouvrage d'Émile Michel, Rembrandt sa vie son œuvre et son temps (1893). Après l'exposition qui lui est consacrée en septembre-octobre 1898 au Stedelijk Museum Amsterdam et au cours de laquelle plus de 100 tableaux et 200 dessins de Rembrandt sont exposés, les articles sur le peintre vont se multiplier.
Par ailleurs, il faut ajouter au caractère spécifiquement français du rapprochement de ces deux artistes, le fait que le monde chrétien n'est pas resté non plus insensible à l'intensité religieuse du monde de Dostoïevski et a trouvé chez Rembrandt des équivalences à des romans tels que L'Idiot. Ainsi en est-il du théologien, professeur à Munich et Berlin, Romano Guardini dans son ouvrage L'univers religieux de Dostoïevski. Mais ceci se passe plus tard, dans la première partie du XXe siècle.

## Marcel Proust
Marcel Proust fait appel aux différents arts pour qu'ils s'éclairent mutuellement ; pour déterminer un effet obtenu par la musique, par exemple, il a recours à une analogie dans le domaine de la peinture. Un jour qu'il est accueilli chez les Verdurin par la célèbre petite phrase de la sonate de Vinteuil, la dite phrase lui apparaît distante de l'ensemble de l'œuvre  comme un arrière plan dans des tableaux de Pieter de Hooch, où les portes entr'ouvertes laissent deviner une autre pièce mystérieuse et silencieuse. Pour caractériser les nuances dont le soleil entoure Madame de Guermantes il évoque des peintures de Vittore Carpaccio et cette sérieuse douceur qui fait comprendre « que Baudelaire ait pu appliquer au son de la trompette l'épithète de délicieux ».

### Influences
Marcel Proust est un des initiateurs des recherches sur la correspondance des textes de Dostoïevski et des tableaux de Rembrandt. Il rédige en 1900 un texte resté inédit de son vivant : Rembrandt. Il fait visiter le monde de la pensée de Rembrandt et tente de montrer comment dans sa peinture les objets se frayent un chemin vers la lumière et comment celle-ci va à leur rencontre.
Le professeur d'histoire de l'art à l'université de Bâle en Suisse, Heinrich Wölfflin, a probablement influencé Proust par ses théories sur la question. Son ouvrage Principes fondamentaux de l'histoire de l'art reprend comme grands modèles de l'art baroque Rembrandt et Rubens. Juliette Hassine, critique francophone de littérature comparée à l'Université Bar-Ilan de Tel-Aviv, fait observer que si l'influence de Wölfflin sur Proust est possible, des toiles de Rembrandt telles que Le Bon Samaritain ou Les Pèlerins d'Emmaüs ont été aussi interprétées par Eugène Delacroix en 1857, par Théophile Gautier en 1867, par Fromentin en 1876. C'est dans cette tradition française que Proust est allé puiser. Mais par delà celle-ci, il faut renvoyer aux ouvrages de l'écrivain anglais John Ruskin, mort en 1900 et que Proust admirait tant. L'ouvrage Rembrandt de Proust aurait été écrit en hommage à l'écrivain anglais.

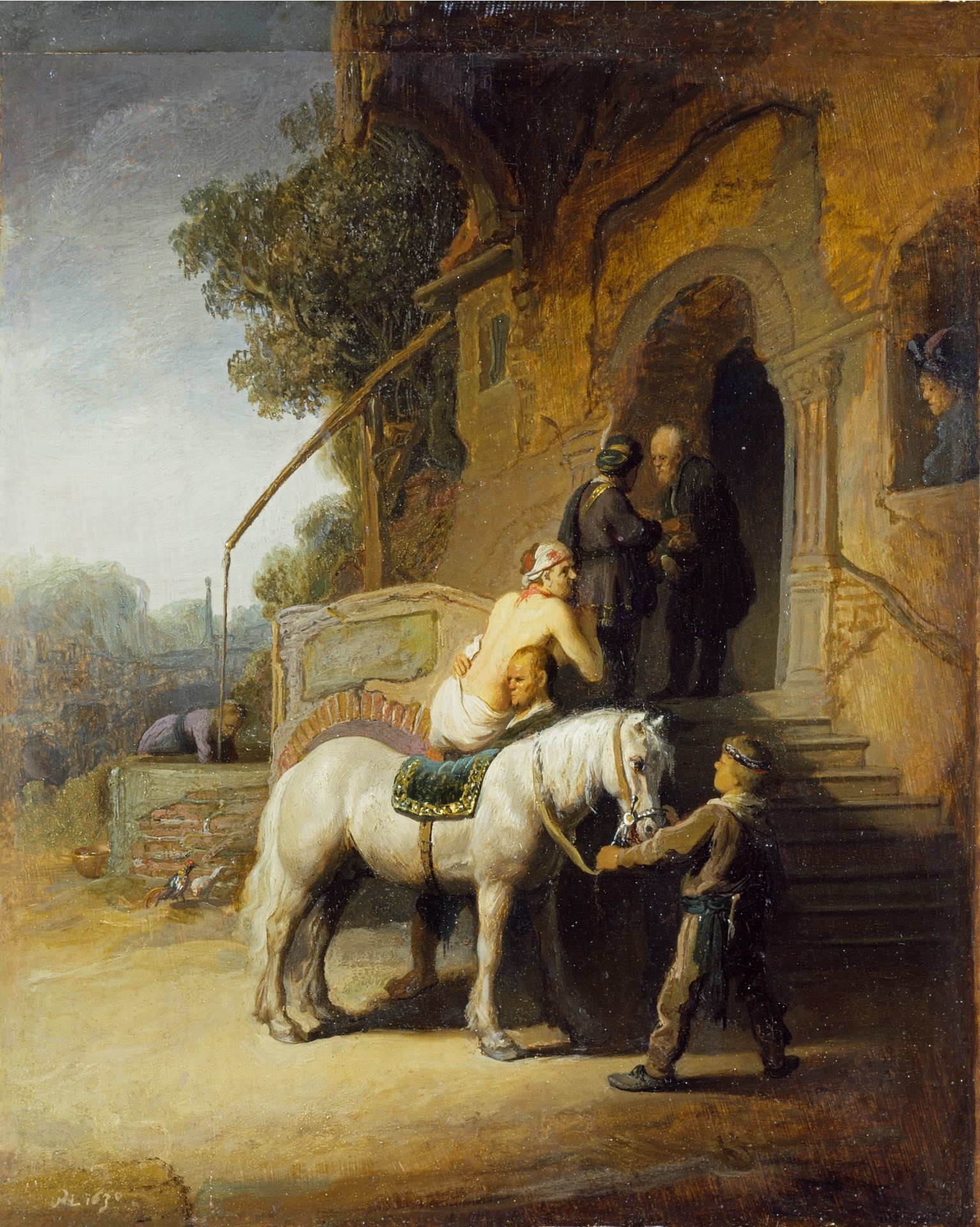
Le bon Samaritain
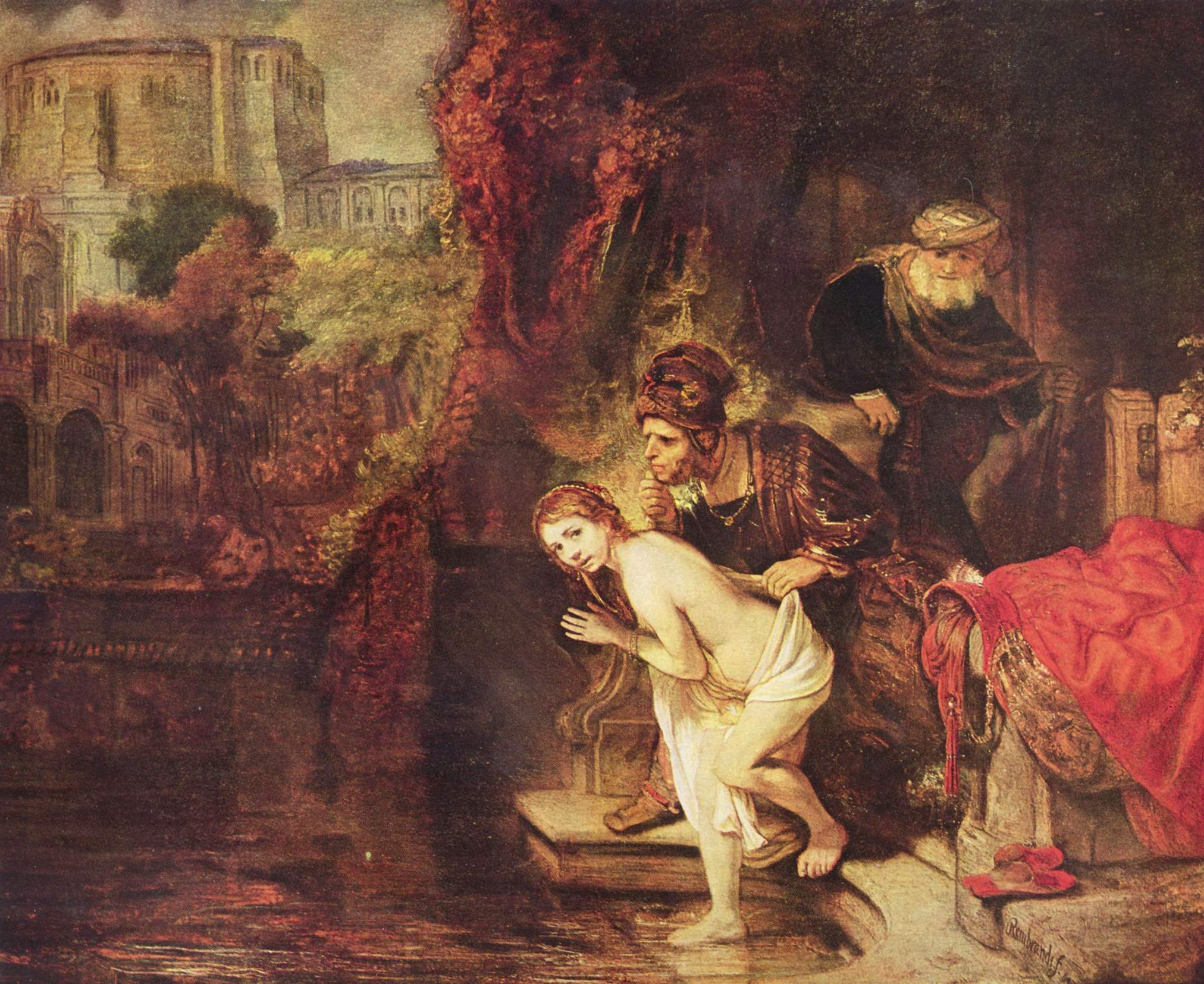
Suzanne et les vieillards
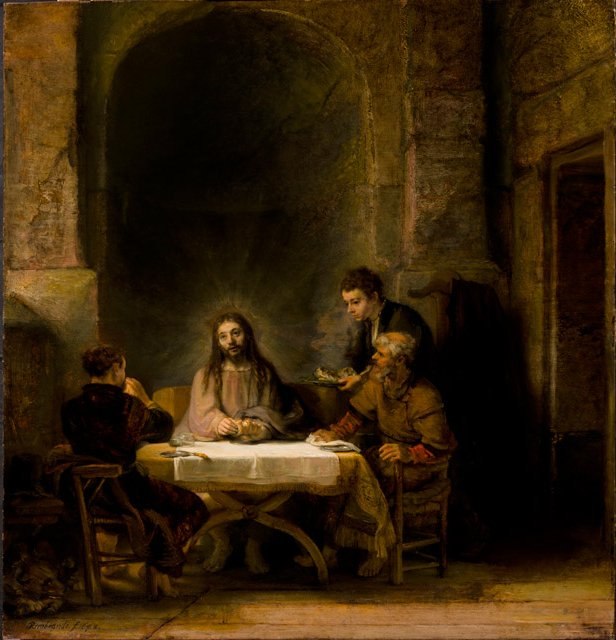
Les Pèlerins d'Emmaüs

La connaissance de Rembrandt aurait été élargie grâce aussi à l'ouvrage de l'historien d'art allemand Wilhelm von Bode, paru à Paris de 1897 à 1905 (en huit tomes). Proust correspondait avec le traducteur français de ces ouvrages en allemand, Auguste Marguillier. Il s'est ainsi familiarisé à travers la critique d'art allemande de von Bode aux théories de Heinrich Wölfflin, alors qu'il commençait à découvrir l'œuvre de Dostoïevski.

### Heinrich Wölfflin
Heinrich Wölfflin étudie la nature de la transformation des styles de la Renaissance au Baroque à travers le « style pittoresque », marque essentielle du courant baroque. Ce style pittoresque se caractérise surtout par la répartition de la lumière dans la composition de la toile. La représentation des objets n'y est pas totalement claire. Quelques parties du tableau et des objets qui le composent restent voilés. Ceci permet à l'artiste d'exciter l'imagination du spectateur. Celle-ci tente de se représenter ce qui est caché. Quant à l'objet représenté à demi, il cherche « d'instinct », ajoute Wölfflin, à se frayer un chemin vers la lumière, ce qui rend le tableau vivant et en même temps passager,.
L'historien suisse interprète l'art baroque comme motivé par le sens du sublime, par la religiosité, par la disposition au recueillement. Soit un ensemble de traits discernables chez Rembrandt. La peinture du maître hollandais illustre la spiritualité et l'itinéraire moral de personnages de Dostoïevski par ses passages de l'obscurité à la lumière. C'est pour faire accepter Dostoïevski et ses clairs-obscurs au lecteurs, à la charnière des XIXe siècle et XXe siècle, pour l'européaniser, que les critiques se réfèrent à Rembrandt. La critique en vogue, prônée par Richard Wagner et Charles Baudelaire, propose de faire coïncider les arts, le roman et la peinture. La redécouverte de Rembrandt s'associe ainsi à la réception des ouvrages de Dostoïevski par les Européens occidentaux.

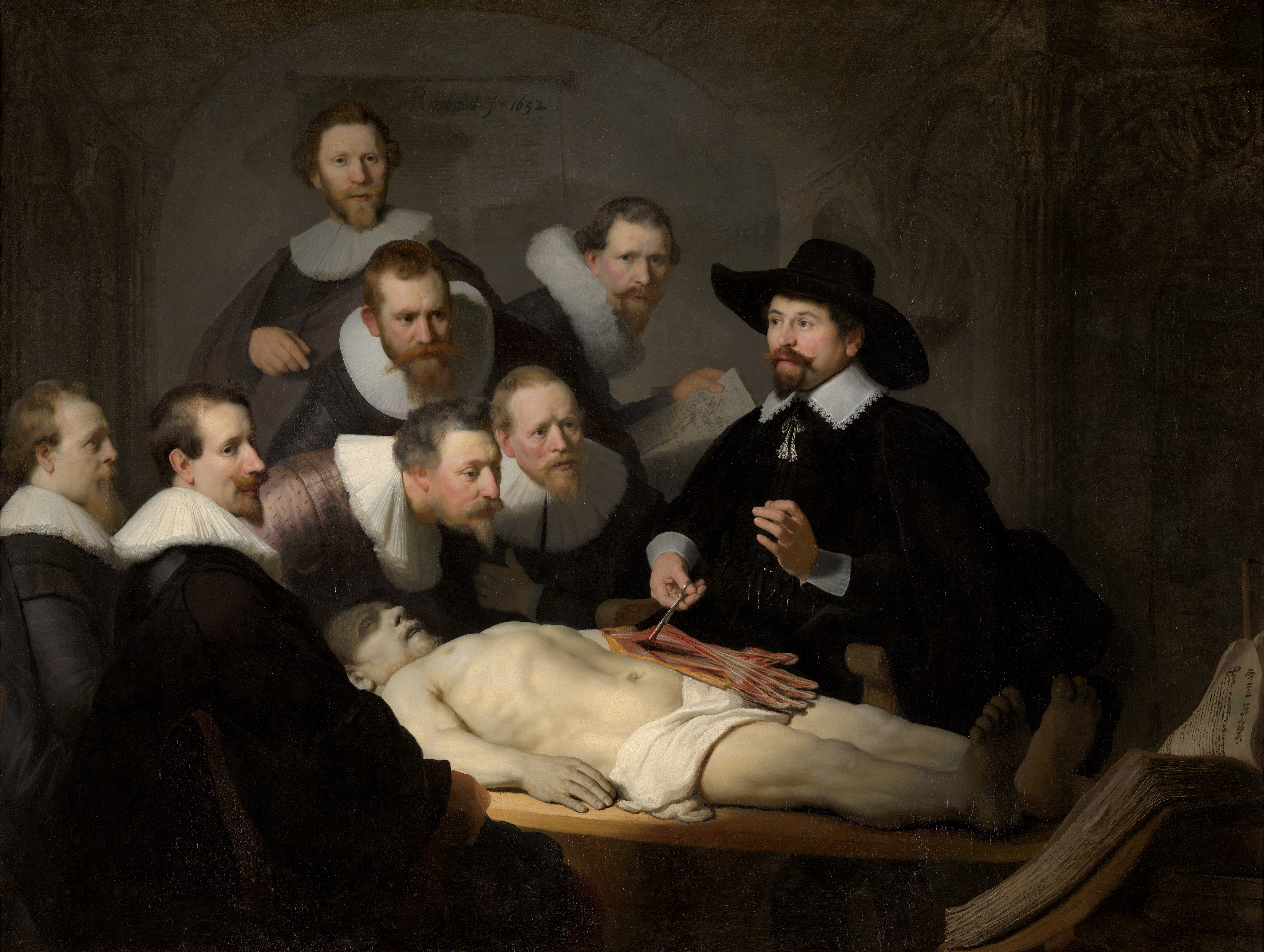
La Leçon d'anatomie du docteur Tulp
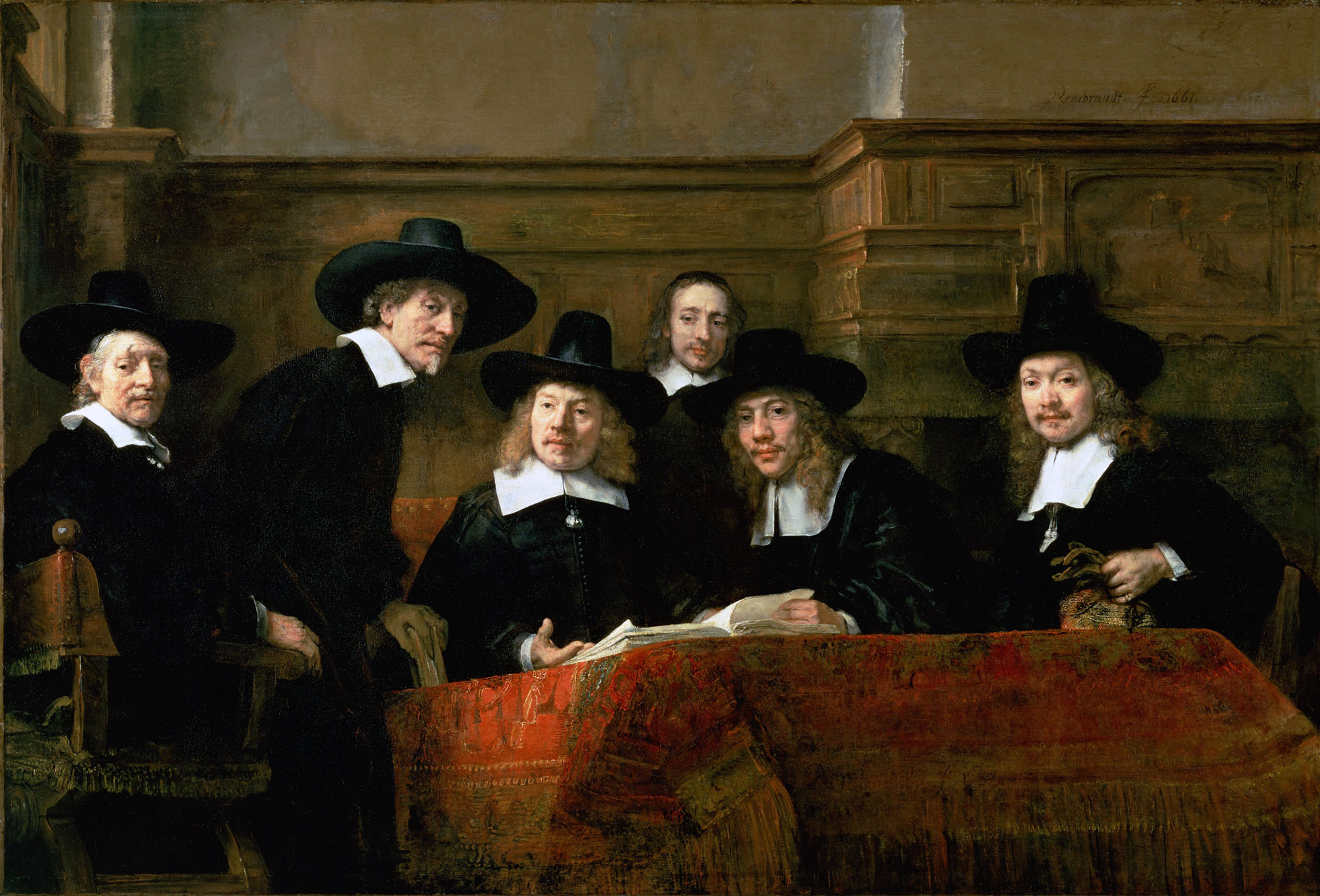
Le Syndic de la guilde des drapiers
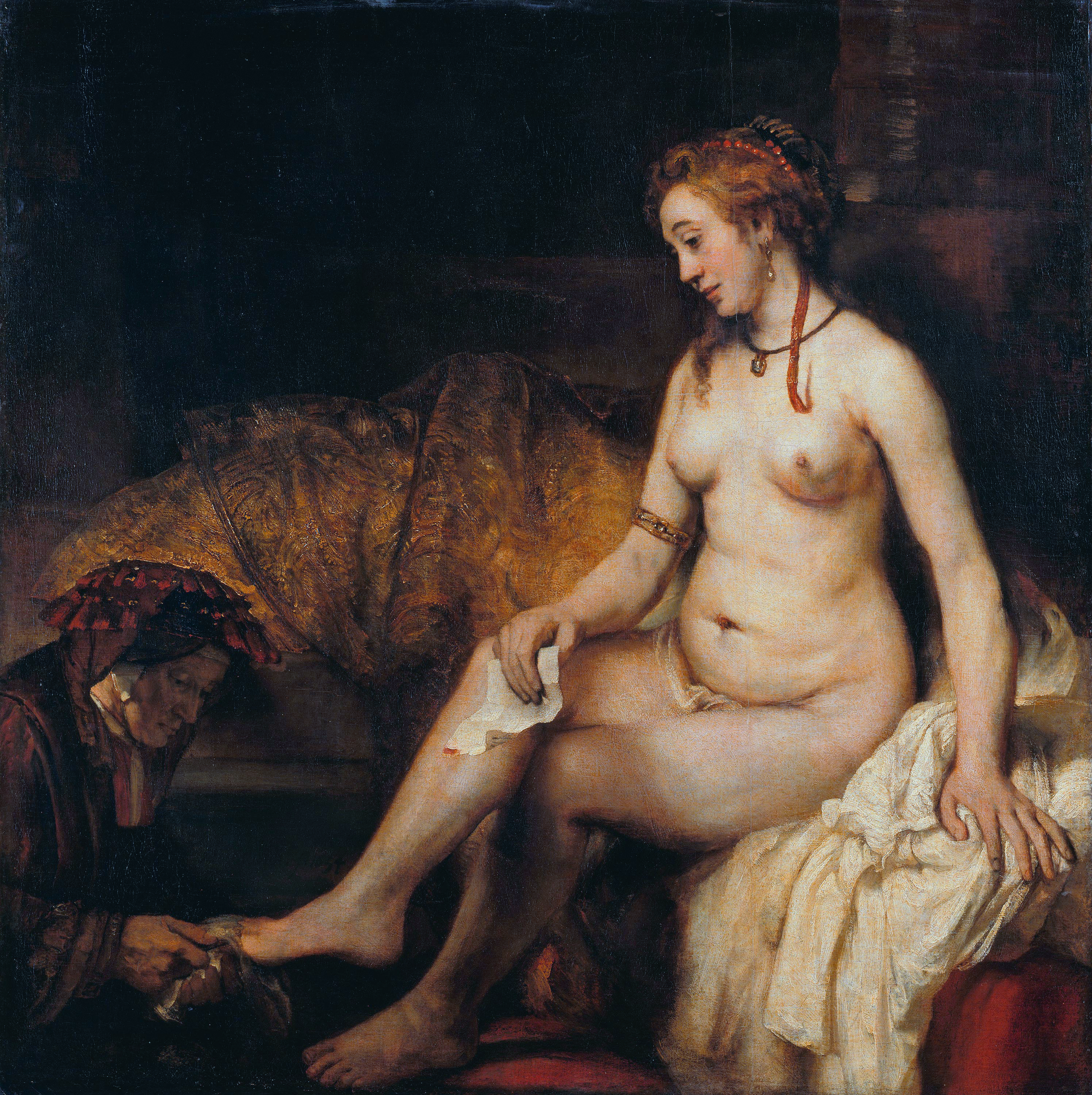
Bethsabée au bain tenant la lettre de David

### Correspondance Rembrandt-Dostoïevski chez Proust

#### Création de personnages
Dans La Prisonnière, Proust donne en quelque sorte la réplique à Fromentin à propos du jugement de ce dernier sur La Ronde de nuit. Selon Fromentin, ce tableau reposait sur un malentendu. La distribution des personnages et celle de la lumière contreviennent aux principes de l'harmonie et de la perspective. Il lui reconnaît toutefois des qualités incontestables. La création de personnages fantastiques inspirés d'une âme tordue et quelque peu perverse aurait été la cause de la décadence de Rembrandt.
Proust définit le fantastique bien autrement : « Tous ces bouffons qui reviennent sans cesse, tous ces Lebedev, Karamazov, Ivolguine, Sergrev, cet incroyable cortège, c'est une humanité plus fantastique que celle qui peuple la Ronde de Nuit de Rembrandt. Et peut-être n'est-elle fantastique que de la même manière, par l'éclairage et le costume, et est-elle au fond courante. En tout cas, elle est à la fois pleine de vérités profondes et uniques, n'appartenant qu'à Dostoïevski. ». Le fantastique c'est le surnaturel survenant dans les évènements de la vie quotidienne. Cette intervention du surnaturel induit l'homme dans la vie courante à adopter une conduite incohérente, inconsidérée, faite d'attentes, de surprises, d'interruptions, d'intermittences. Et c'est par là que Proust perçoit le mieux la correspondance entre le peintre hollandais et l'écrivain russe.
Les Pèlerins d'Emmaüs montrent la stupéfaction des compagnons devant le regard détaché de Jésus alors qu'ils viennent de lui tendre une assiette et de lui poser des questions capitales.
Le Syndic de la guilde des drapiers représente des personnages interrompus subitement dans leurs occupations. Tous semblent regarder, chacun à sa manière, vers une porte qui viendrait de s'ouvrir.
Dans La Leçon d'anatomie du docteur Tulp, le fantastique devient synonyme de mystère, de recherche des secrets de la vie à travers les regards des personnages à la recherche de l'Absolu.

#### Visages de la femme
Les visages de femmes chez Dostoïevski sont synonymes du mystère de la beauté, par exemple celle du visage d'Aglaé et de Nastasia dans L'Idiot.
Selon Proust, Rembrandt évoque le génie de Dostoïevski au niveau du visage de la femme : « Eh ! bien cette beauté nouvelle elle reste identique dans toutes les œuvres de Dostoïevski, la femme de Dostoïevski (aussi particulière qu'une femme de Rembrandt) avec son visage mystérieux dont la beauté avenante se change brusquement comme si elle avait joué la comédie de la bonté, en une insolence terrible (bien qu'au fond il semble qu'elle soit plutôt bonne), n'est-ce pas toujours la même, que ce soit Nastasia Philipovna écrivant des lettres d'amour à Aglaé et lui avouant qu'elle la hait... Grouchenka, Nastasia, figures aussi originales, aussi mystérieuses non pas seulement que les courtisanes de Carpacio mais que la Bethsabée de Rembrandt.»,.
Le prince Mychkine dit dans L'Idiot : « Vous êtes extraordinairement belle, Aglaia Ivanovna. Vous êtes si belle que l'on a peur de vous regarder (...) Il est difficile d'interpréter la beauté ; je ne suis pas encore préparé à le faire. La beauté est une énigme. ».
Le narrateur commente l'émotion du prince devant le portrait de Nastasia Philipovna : « Sa première impression ne lui était pas sortie de la mémoire et maintenant il avait hâte de la soumettre à une contre-épreuve. Alors il eut la sensation encore plus intense que ce visage exprimait outre la beauté, quelque chose d'exceptionnel... La beauté éblouissante de la jeune femme devenait même insupportable sur ce visage blême, aux joues presque creuses et aux yeux brûlants ; beauté anormale en vérité. ».
Rembrandt a peint plusieurs fois le personnage de Bethsabée (La toilette de Bethsabée et Bethsabée recevant la lettre de David). Ce personnage a toujours ce côté énigmatique et ambigu qui rejoint celui des femmes de Dostoïevski. Quand Proust compare les visages de femmes (« aussi mystérieuses non pas seulement que les courtisanes de Carpacio mais que la Bethsabée de Rembrandt »), il ne précise pas à quel portrait de Bethsabée il fait allusion. Il veut ainsi laisser le lecteur dans l'imprécision pour l'inciter à lire Dostoïevski selon une perspective de À la recherche du temps perdu. Cette fusion de plusieurs toiles de Bethsabée dans l'imaginaire de Proust autant que celui du narrateur est tout à fait dans l'optique de la Recherche et des procédés de comparaison systématiques utilisés par l'écrivain.

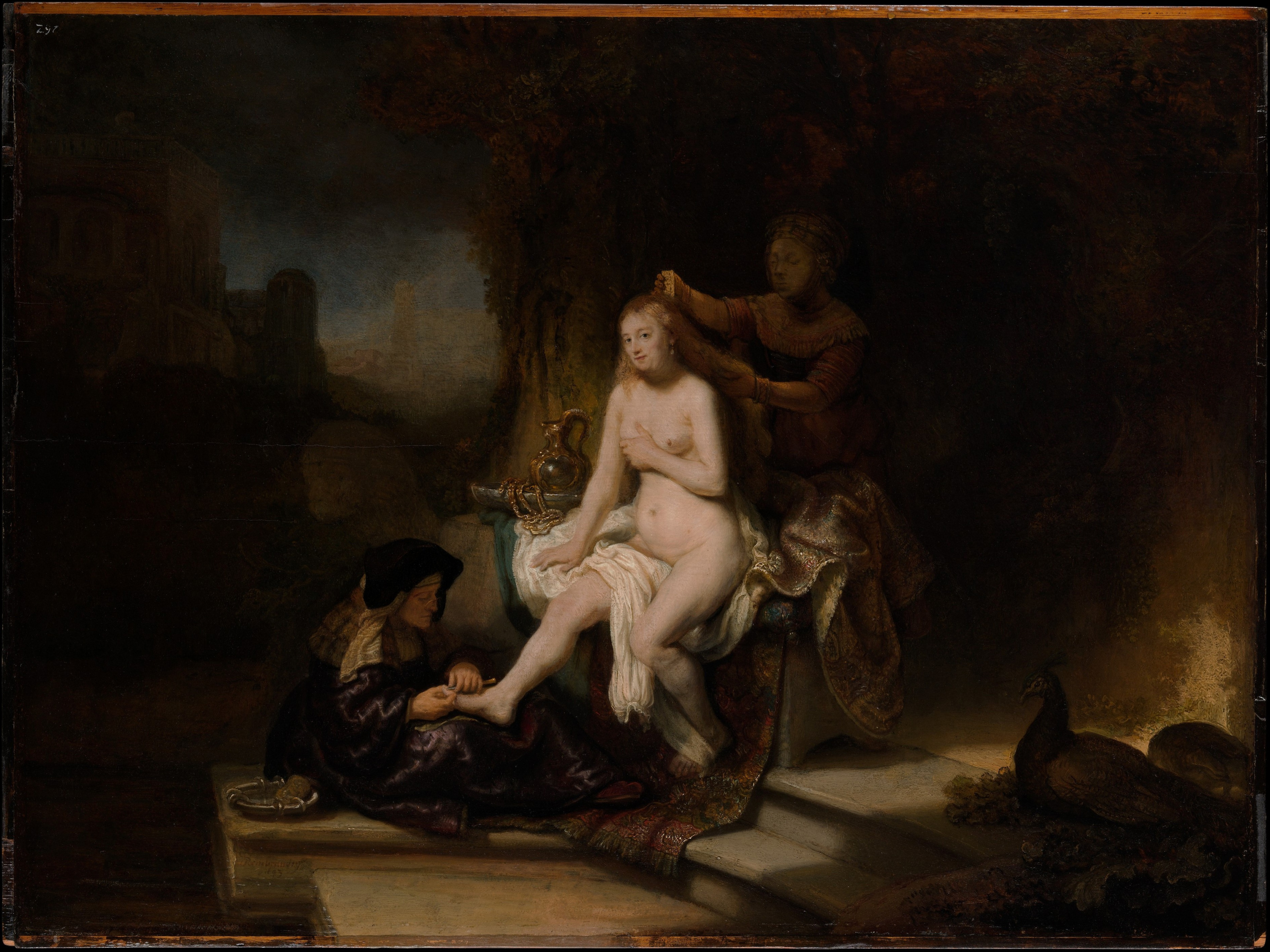
La toilette de Bethsabée
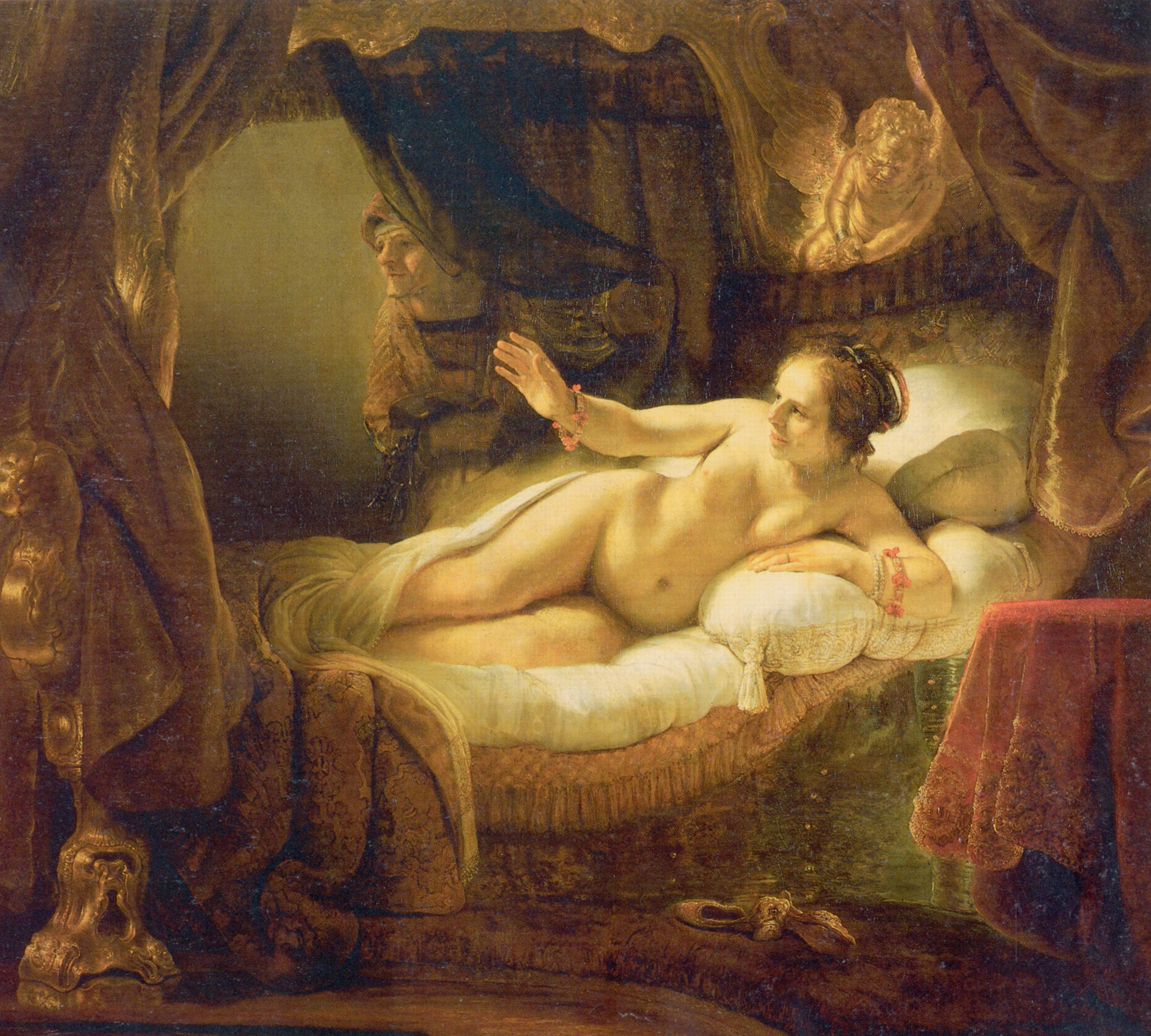
Danaé
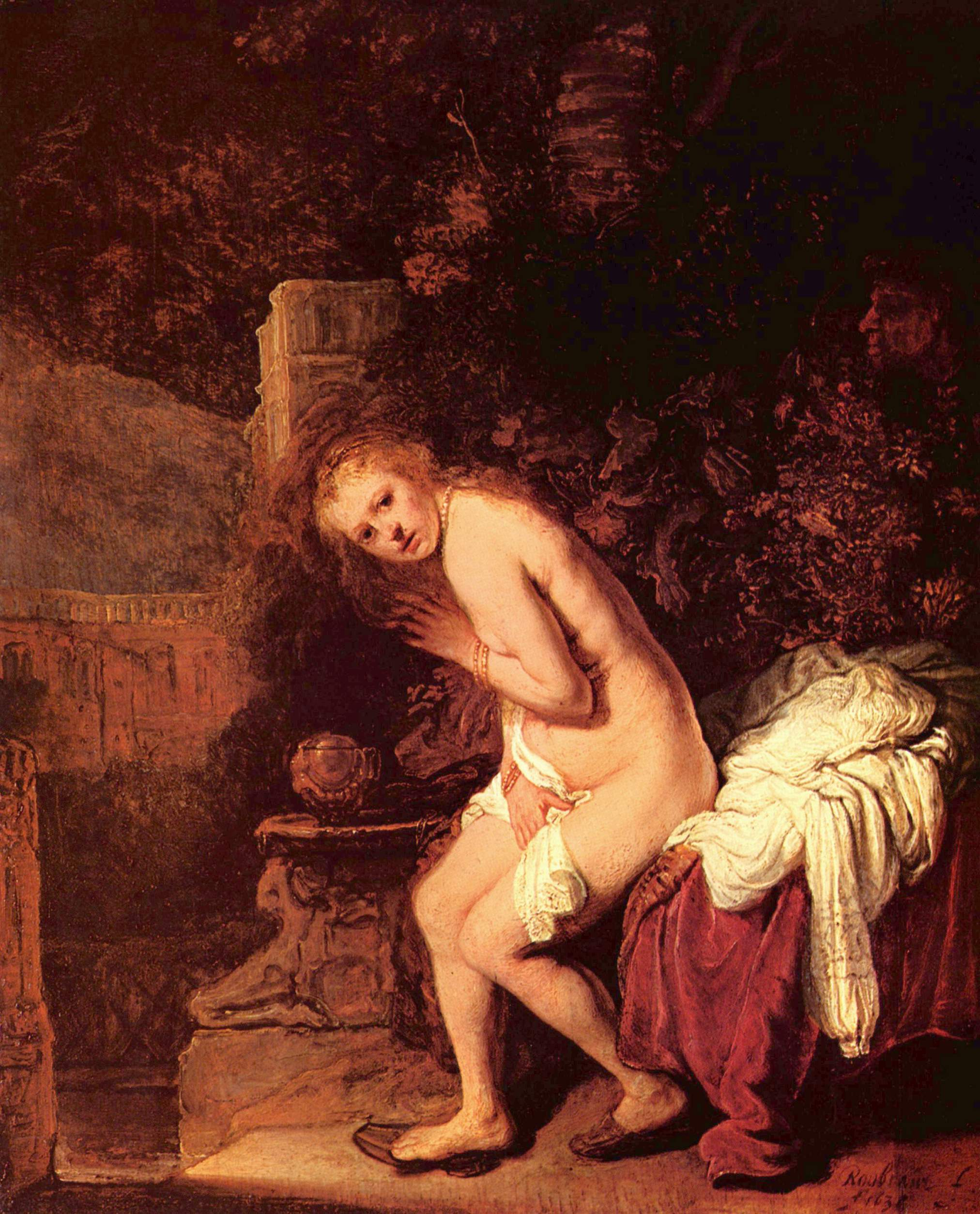
Suzanne

#### Création de demeures
On peut rapprocher les visages mystérieux des personnages féminins de Dostoïevski de ceux de Rembrandt, mais également les demeures créées par l'écrivain russe de celle du peintre hollandais. La maison de l'assassinat dans Crime et châtiment, la maison de Rogonine où il tue Nastasia Philipovna dans l'Idiot sont de grandes maisons mystérieuses, solides, aux murs épais. « ... aussi mystérieuses... que la Bethsabée de Rembrandt. Comme chez Vermeer, il y a création d'une certaine âme, d'une certaine couleur des étoffes et des lieux, il n'y a pas seulement chez Dostoïevski création d'êtres mais de demeures... Cette beauté nouvelle et terrible d'une maison... voilà ce que Dostoïevski a apporté d'unique au monde... »,.
Celle de Rogonine renvoie à des hautes maisons pareilles à celles dont on aperçoit les intérieurs dans les tableaux de Rembrandt, tels que la Sainte Famille, les Pèlerins d'Emmaüs, Le Philosophe en méditation. Ce sont de grands intérieurs obscurs où pénètrent des rayons obliques de soleil couchant. Le soleil couchant est présent à des moments clés de l'œuvre de Dostoïevski : dans l'Idiot, le Christ y est associé, et dans Les Frères Karamazov les rayons accompagnent le starets Zosime lors de son départ vers Dieu. Ces rayons obliques initient au mystère de la peinture de Rembrandt comme à celui de la composition des personnages et des demeures chez Dostoïevski.
Paul Valéry renseigne la toile de Rembrandt Le Philosophe en méditation comme modèle pour expliquer le phénomène de l'art à plusieurs dimensions. Mais en ce qui concerne la géographie de l'ombre et de la lumière, il faut ajouter une différence fondamentale entre Rembrandt et Dostoïevski. Ce dernier n'a pu voir que quelques toiles de Rembrandt à la Pinacothèque de Dresde et n'a pas pu être influencé directement par celui-ci. Or, remarque le critique Jacques Catteau  l'absence de heurt entre les clairs et les noirs chez Rembrandt s'oppose radicalement à la violence contrastée entre l'ombre et la lumière chez Dostoïevski,. Pour le peintre, les taches d'ombres et les clartés tissent un même secret. Pour le romancier, ténèbres et lumière illustrent l'éternel combat entre le Bien et le Mal.

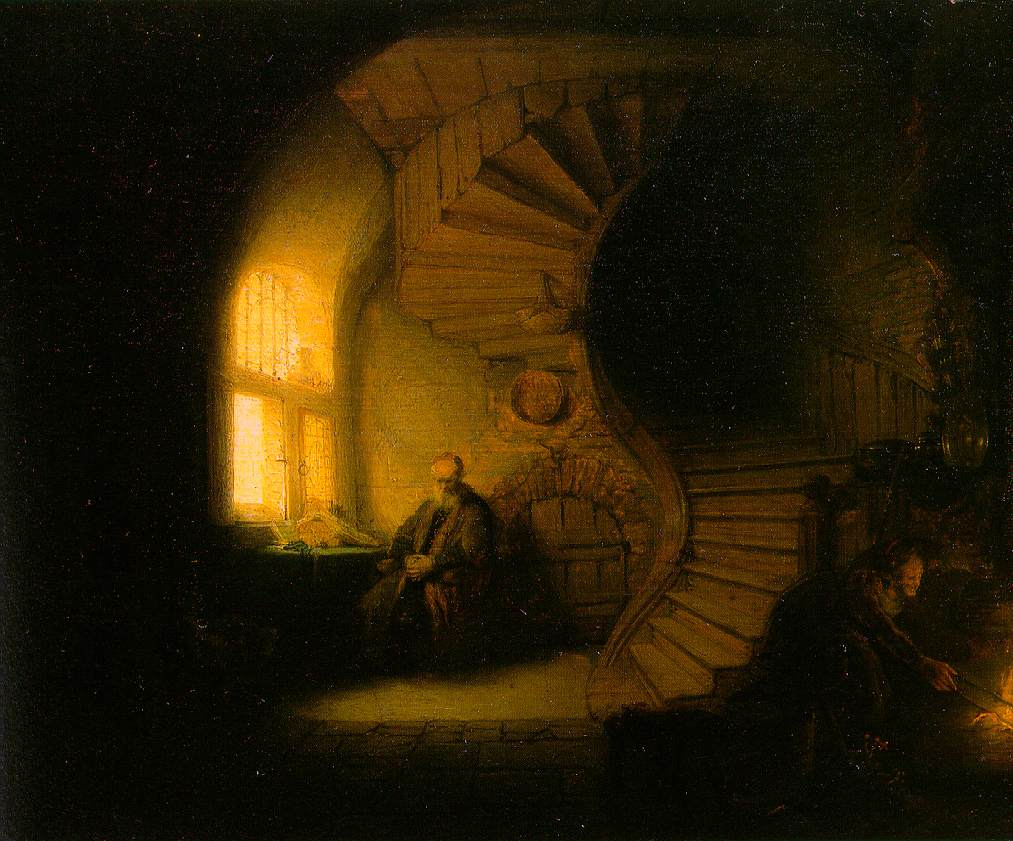
Philosophe en méditation
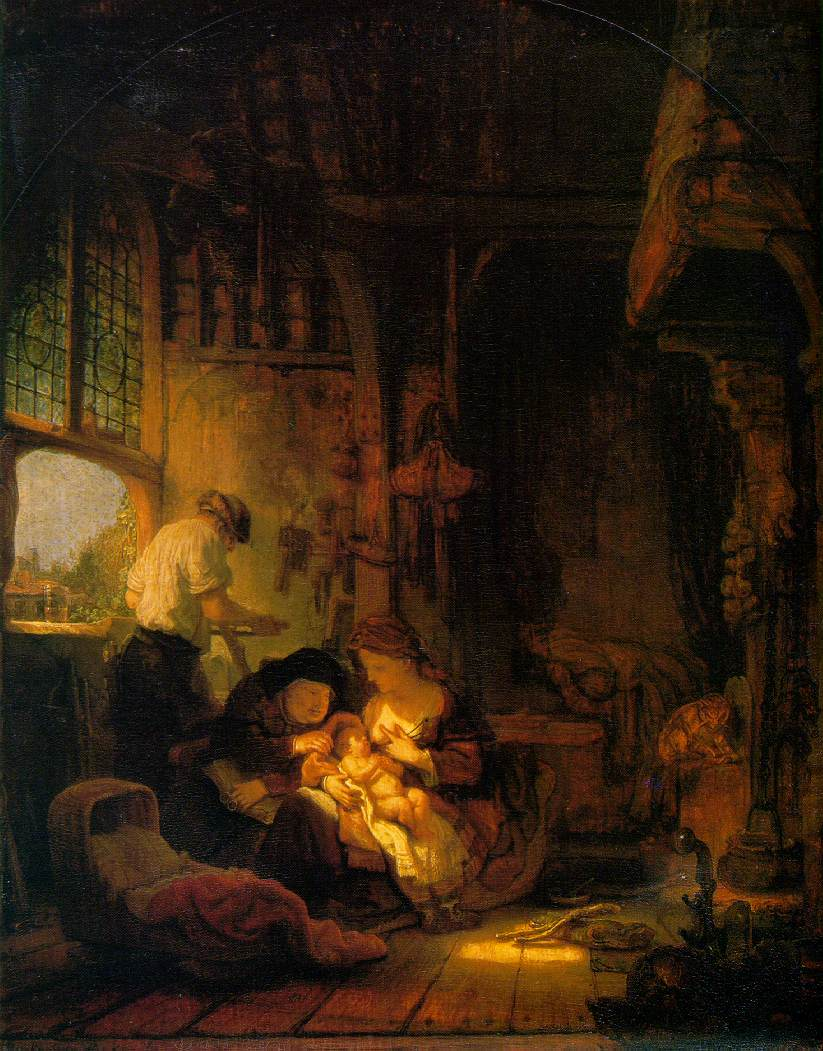
La Sainte Famille
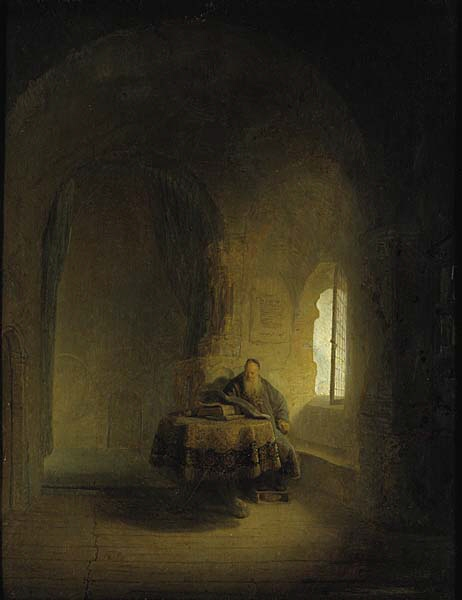
Homme d'étude à la fenêtre

## André Gide
Déjà en 1900, Gide définissait le grand créateur idéal comme une personnalité fatale toute d'ombre et d'éblouissement : « tout grand créateur a coutume de projeter sur le point qu'il veut opérer une telle abondance de lumière spirituelle, un tel faisceau de rayons, que tout le reste autour paraît sombre. Le contraire de cela n'est-ce pas le dilettante ? Qui comprend tout, précisément parce qu'il n'aime rien passionnément, c'est-à-dire exclusivement »,.
C'est cette idée que Gide va appliquer à des génies tels que Rembrandt et Dostoïevski, et notamment dans sa Conférence du Vieux Colombier pour la célébration du centenaire de Dostoïevski. Il met en valeur l'art de la composition à travers la dimension qui est commune aux deux artistes - l'ombre. Pour Gide, le monde de Dostoïevski se distingue par la complexité de ses personnages et le tourbillon des évènements. Cet écrivain éclaire ses personnages d'un seul côté comme le fait Rembrandt en peinture. Le reste de la toile reste alors dans la pénombre, dans un espace où le personnage peut se métamorphoser, se prolonger dans des moi multiples. La lumière, chez Dostoïevski, émane d'un seul foyer.
« Dans un roman de Stendhal ou de Tolstoï, la lumière est constante, égale, diffuse : tous les objets sont éclairés d'une même façon, on les voit également de tous côtés : ils n'ont point d'ombre. Or ce qui importe surtout, dans un livre de Dostoïevski, tout comme dans un tableau de Rembrandt, c'est l'ombre. »
Gide cite à ce propos Jacques Rivière qui expose comment les romanciers ont deux manières bien différentes de représenter un personnage : ou bien insister sur sa complexité, ou bien souligner sa cohérence ; ou bien produire toute l'obscurité ou bien la supprimer. Selon Rivière, l'école française explore la complexité pour l'organiser tandis que Dostoïevski respecte et protège les ténèbres et met tous ses soins à les suggérer les plus insondables possibles,. Mais Gide n'est pas convaincu que les abîmes dans l'âme des personnages de Dostoïevski soient aussi peu expliqués que l'on ne le croit d'abord. Les personnages de Dostoïevski ne s'esquivent pas devant le lecteur ou ne se cachent pas à eux-mêmes. Ils sont à la recherche de leur moi profond et de celui des autres. Ils éprouvent le besoin de s'expliquer sur leur vie intérieure affective et morale. Chez Rembrandt, on trouve parfois des âmes et des paysages tourmentés. Mais ces menaces de danger se situent bien loin de l'univers du peintre hollandais alors qu'elles sont inhérentes au monde de Dostoïevski.
La critique Juliette Hassine remarque que la technique de description des maisons, des lieux, des situations, de l'aspect extérieur des personnages dans les romans de Dostoïevski ne relève pas d'une technique baroque. Ces différents éléments matériels sont décrits avec toutes les précisions nécessaires au développement de la compréhension de l'intrigue. La correspondance remarquée par Proust entre la création d'êtres et de lieux chez l'écrivain comme d'étoffes et de maisons chez le peintre ne sert qu'à insister sur le génie créateur chez chacun d'eux séparément et non à établir une correspondance de style. Adopter une attitude contraire et associer l'écriture de l'un et la peinture de l'autre dans l'art baroque relèverait d'une mode répondant au désir de la critique d'occidentaliser Dostoïevski au début du XXe siècle, de l'intégrer à tout prix dans la culture traditionnelle européenne.

## André Suarès
Suarès est un des premiers écrivains à comparer Dostoïevski à un grand peintre occidental tel Rembrandt. Chez le romancier russe, pour Suarès, tout prend caractère de rêve et de folie.
« Mais ce monde de folie est la sphère d'une réalité suprême. La folie est le rêve d'un seul. La raison est sans doute la folie de tous. Ici la grandeur de Dostoïevski se fait connaître : il est dans le rêve de la conscience comme Shakespeare même et Shakespeare seul, avec le seul Rembrandt... »
L'art de Rembrandt à l'instar de celui de Shakespeare ou de celui de Dostoïevski serait pour Suarès d'un effet salutaire pour l'humanité : celui de la Russie mystique qui « cessant d'être cosaque, se manifeste une réserve pour l'avenir, une ressource pour le genre humain »,.

## Julius Meier-Graefe
Julius Meier-Graefe critique d'art et écrivain allemand rapproche également pour les comparer l'écrivain russe et le peintre hollandais. Il souligne que l'une des caractéristiques les plus fréquentes de l'écriture de Dostoïevski est l'omniprésence des métaphores picturales. Et ce qu'il tait grâce à ces métaphores est plus fondamental que ce qu'il révèle. De même, poursuit Meier-Graefe, Rembrandt tire les phénomènes vers la lumière. Il arrache les formes à une obscurité qui laisse supposer bien plus que ce qu'on en voit sous la lumière. Meier-Graefe compare aussi volontiers les pauvres des quartiers juifs d'Amsterdam  aux pauvres de Dostoïevski. Il présente un Rembrandt fort peu germanique et aimant la crasse, le désordre et la débauche, sortant des  Humiliés et offensés de l'écrivain russe. On est loin ici du Rembrandt dont Julius Langbehn voulait faire un Allemand parfait, prophète de l'Allemagne rénovée. L'ombre et la lumière, les surfaces de couleur, voilà les termes qu'utilise le critique d'art Meier Graefe pour rendre compte des épisodes des romans de Dostoïevski. Ces épisodes sont comme des coups de pinceaux qui donnent l'impression qu'un tableau achevé conserve néanmoins un moment d'improvisation .

## Stefan Zweig
Le clair-obscur des romans de Dostoïevski est bien voulu, remarque Zweig. On y pénètre comme dans une pièce obscure. Peu à peu, on s'accoutume à l'obscurité régnante et notre regard devient plus perçant comme dans les tableaux de Rembrandt. Les visages des personnages sont déchirés par la souffrance. « ... Ils vivent dans la fièvre, les convulsions, les spasmes... Des cabarets puant l'eau-de-vie, des cellules de prisons, des taudis dans les faubourgs, des quartiers de lupanars et de bouges ; et dans une pénombre à la Rembrandt, un fouillis de visages extatiques... »

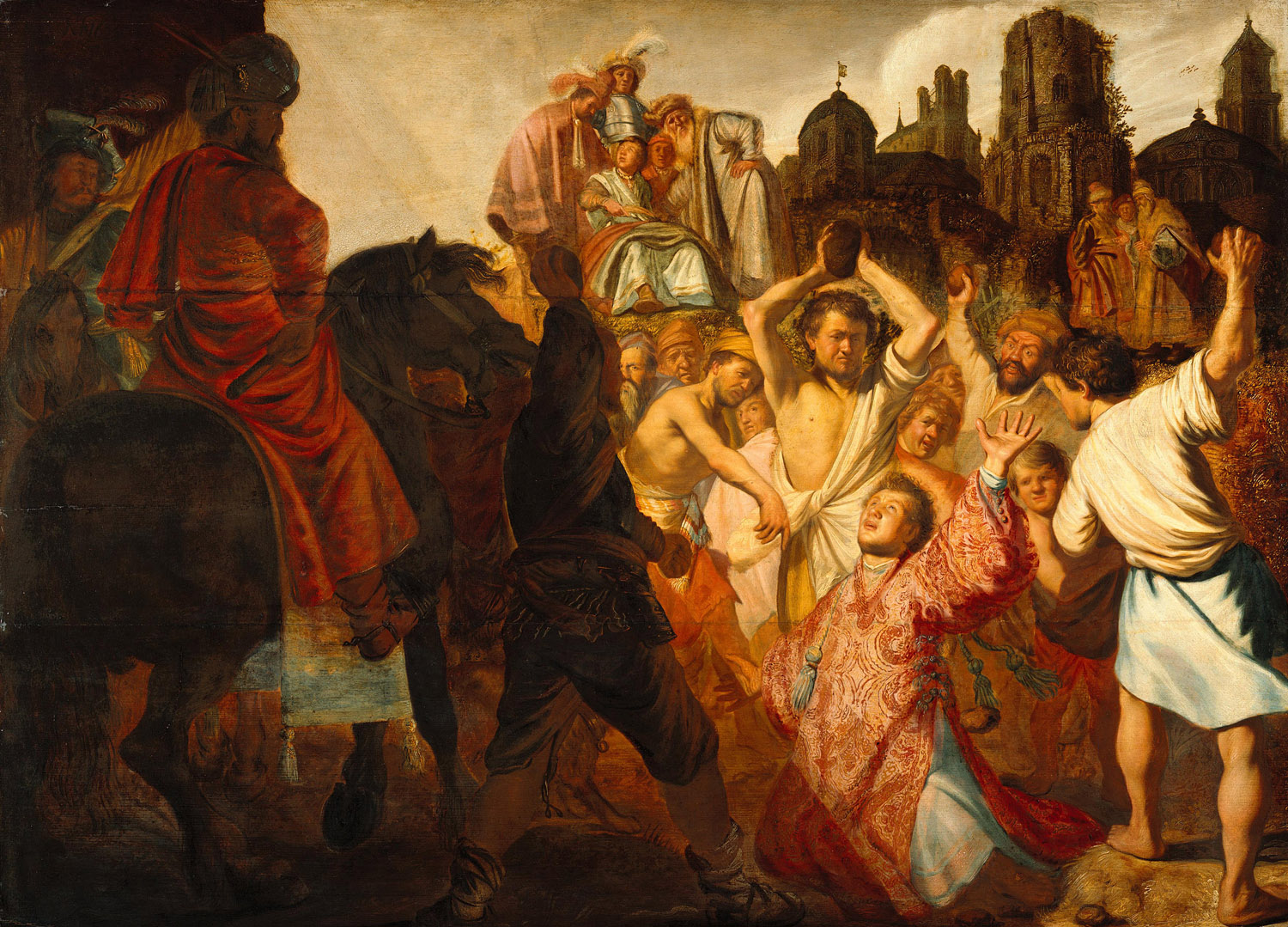
La Lapidation de saint Étienne
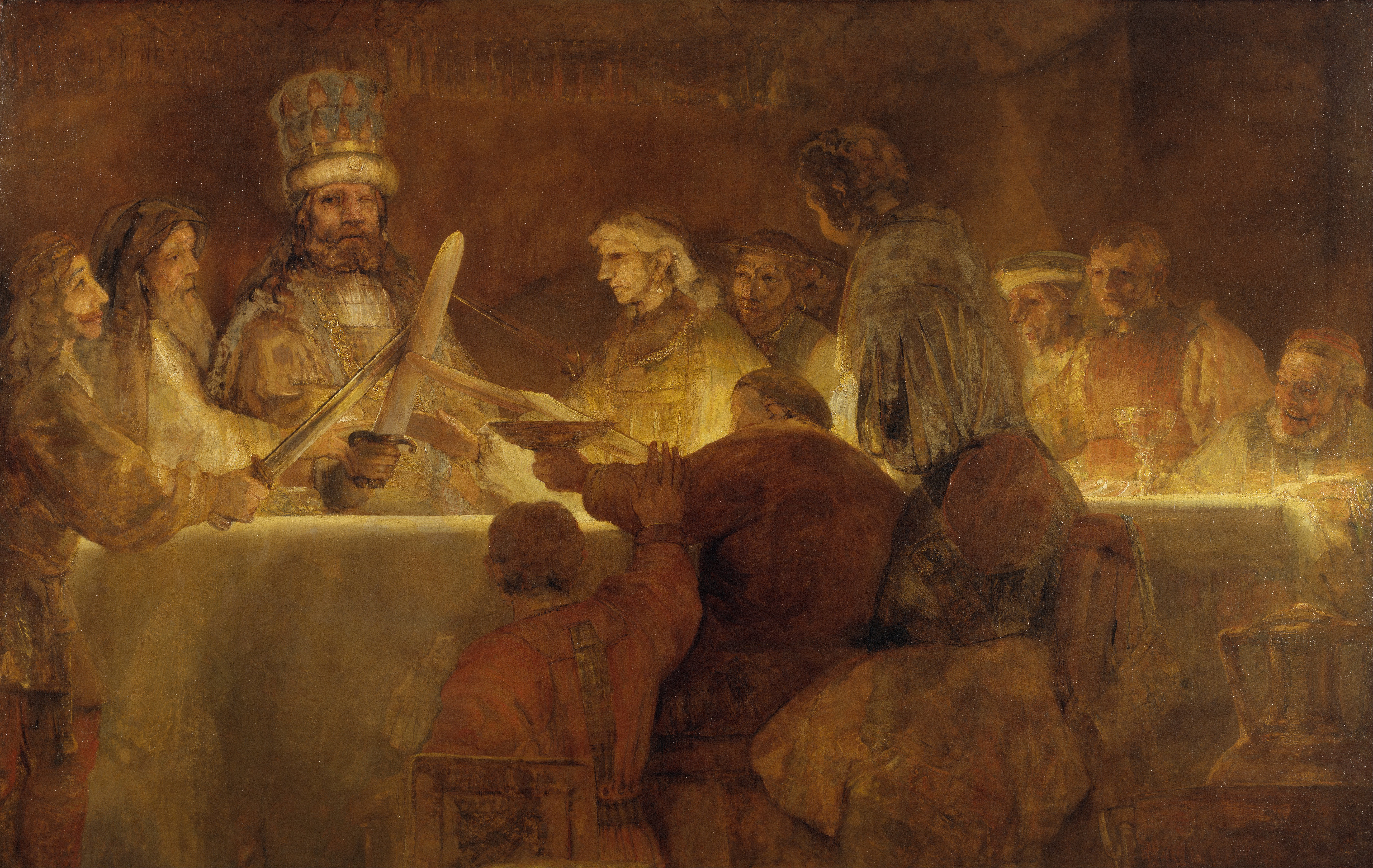
La conspiration de Claudius Civilis
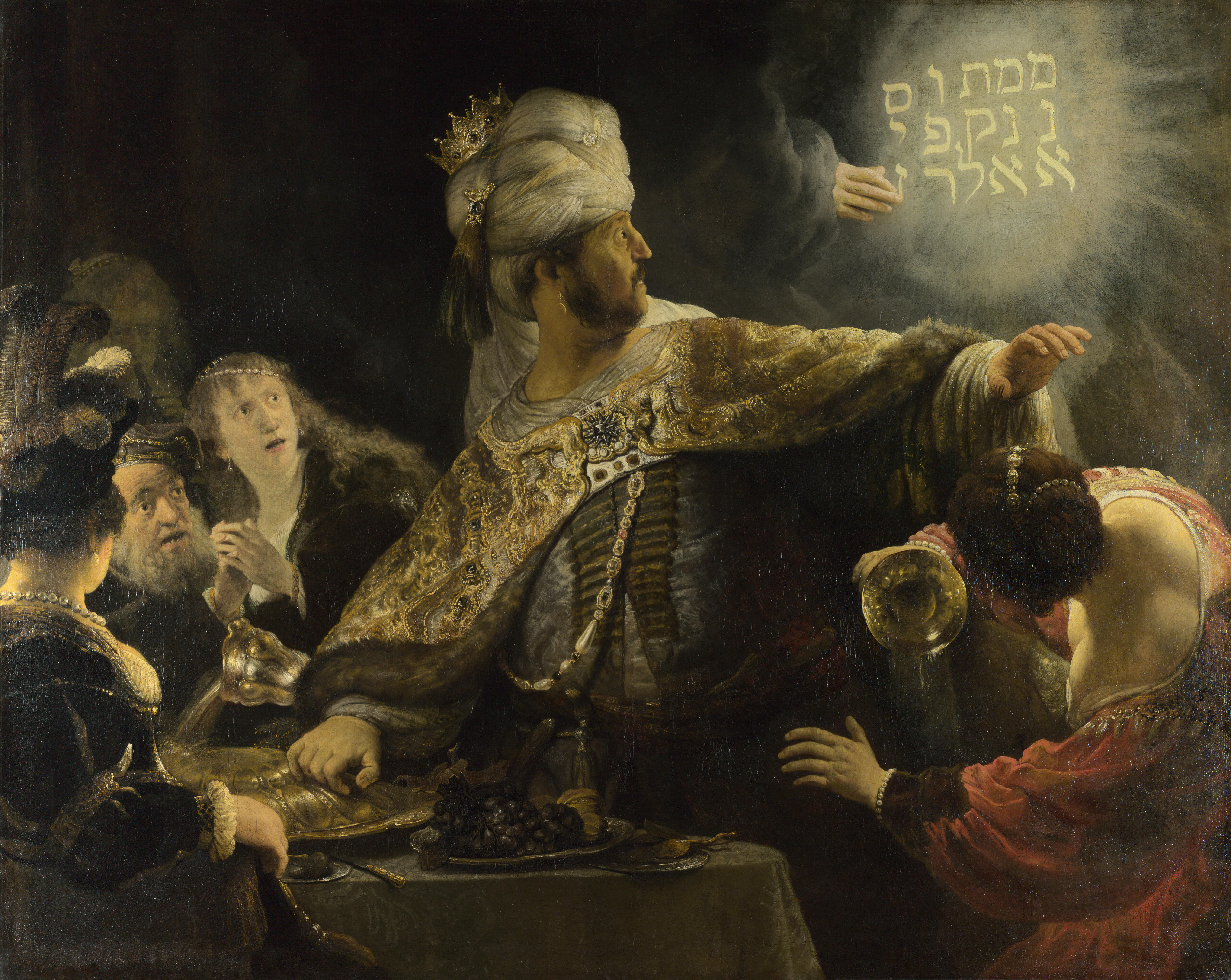
Le festin de Balthazar

« Mais par delà des siècles, le véritable frère de Dostoïevski, c'est Rembrandt. Ils ont été formés tous deux par une vie de misère, de privations ; méprisés, réprouvés, fustigés par les sbires des puissances de l'argent, repoussés jusque dans l'abîme de l'être humain, ils connaissent la puissance créatrice des contrastes, de la lutte de la lumière et de l'obscurité ; [...] Tous deux connaissent la lutte perpétuelle des forces terrestres et tous deux vont chercher la lumière dans les régions les plus obscures de la vie [...] Où notre âme ne percevait que des ombres indistinctes et la lugubre réalité, un effort d'intuition lui fait découvrir cette lueur sacrée, cette auréole de martyr qui entoure les choses ultimes de ce monde. »

Le Retour du fils prodigue
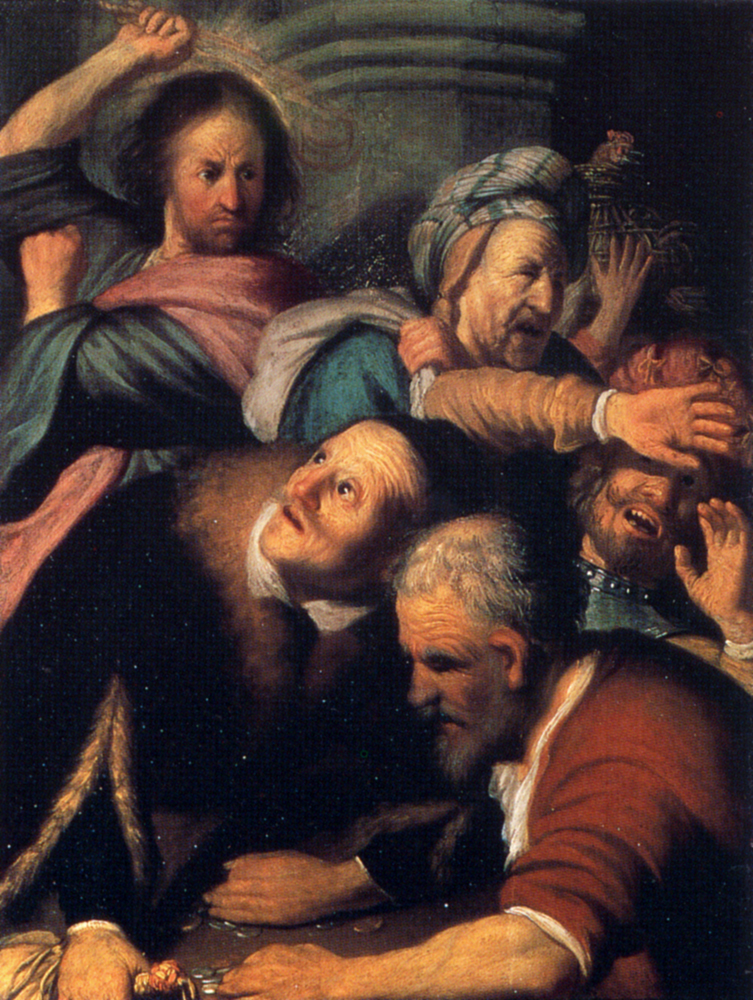
Le Christ chassant les vendeurs du Temple
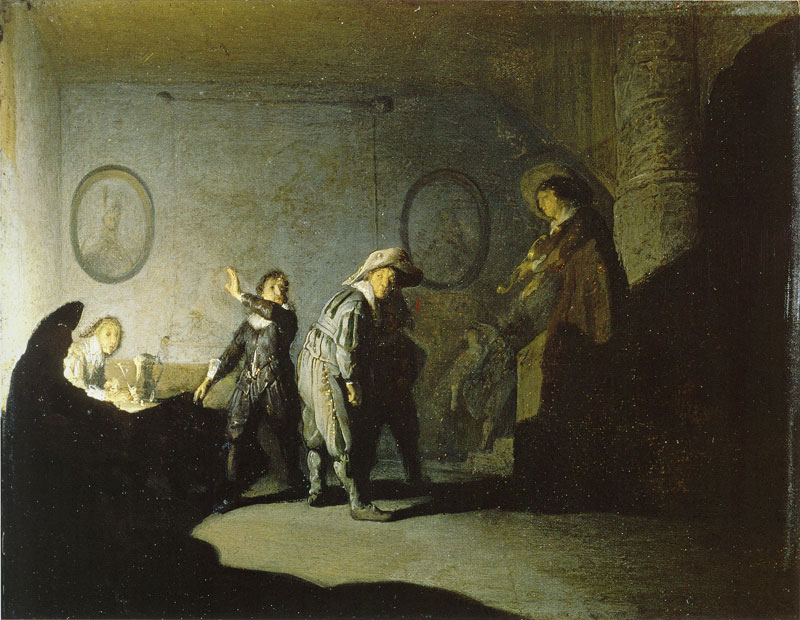
La main chaude

## André Malraux
Dostoïevski a exercé une grande influence sur Malraux comme celui-ci le reconnaît lors du 150e anniversaire de la naissance du romancier russe. Dans la série télévisée de 1974, Malraux associe Dostoïevski à Rembrandt de manière assez marquée. C'est la réflexion sur le phénomène de la lumière et de l'ombre qui l'a mené à cette correspondance,.